# Арквата Скривија
Арквата Скривија (итал. Arquata Scrivia) је насеље у Италији у округу Алесандрија, региону Пијемонт.
Према процени из 2011. у насељу је живело 4992 становника. Насеље се налази на надморској висини од 246 м.

## Становништво
| 1931. | 1936. | 1951. | 1961. | 1971. | 1981. | 1991. | 2001. | 2011. |
| ----- | ----- | ----- | ----- | ----- | ----- | ----- | ----- | ----- |
| 3.659 | 4.149 | 4.730 | 5.546 | 6.491 | 6.287 | 6.121 | 5.765 | 6.068 |